# Ignosticismo
El ignosticismo o igteísmo es la posición, respecto a la creencia de Dios, en que primero se cuestiona la definición de Dios. El ignóstico se pregunta: ¿Qué se entiende por Dios? o ¿Qué es Dios?, para que una vez conocida la respuesta se pueda comprobar si eso existe o no existe.
Esta postura filosófica asume considerable importancia sobre el concepto de Dios y otros conceptos teológicos antes de argumentar sobre la probabilidad de su existencia como en otras posiciones teológicas o metafísicas (incluyendo el agnosticismo). El término ignosticismo fue acuñado por el rabino Sherwin Wine, fundador del judaísmo humanista. 
El ignosticismo se puede definir como algo que abarca dos puntos de vista acerca de la existencia de Dios:
1. Definición de Dios. El primer punto de vista es que una definición coherente de Dios debe ser presentada antes que la cuestión de su existencia deba ser discutida de manera significativa. Además, si esa definición no puede ser falsable, el ignóstico toma la posición noncognitivista teológica de que tal cuestión sobre la existencia de Dios, por definición, no tiene sentido. En este caso, el concepto de Dios no se considera sin sentido; pero el término "Dios" se considera carente de sentido. Aunque aquí debemos aclarar, primero, qué entendemos por 'sentido'. Pues generalmente suele utilizarse, desde la tradición neopositivista, para hablar de proposiciones. En este orden de ideas, si el sentido de la palabra 'Dios' depende de un cierto uso proposicional, entonces carecerá de sentido dicha proposición.
2. ¿Qué se entiende por Dios?. El segundo punto de vista es verlo como sinónimo del no-cognitivismo teológico, y se salta el paso de la primera preguntando "¿Qué se entiende por Dios?" antes de proclamar sin sentido la pregunta original "¿Existe Dios?".

Algunos filósofos han visto el ignosticismo como una variación del ateísmo o agnosticismo, mientras que otros han considerado que es distinto (Ignosticismo Puro o Fuerte). Un ignóstico no puede decir si es teísta, agnóstico o ateo hasta que sea presentada una mejor definición, por lo que se argumenta que esta posición se encuentra entre el teísmo, el ateísmo y el agnosticismo.[cita requerida]

## Relación con otros puntos de vista acerca de Dios
El ignosticismo y no-cognitivismo teológico generalmente se consideran sinónimos,, pero la relación del ignosticismo con otros puntos de vista no-teístas es menos clara. Mientras que Paul Kurtz considera este punto de vista compatible con el ateísmo débil y el agnosticismo, otros filósofos lo consideran distinto.
En un capítulo de su libro de 1936 Lenguaje, Verdad y Lógica, A. J. Ayer sostuvo que no se puede hablar de la existencia de Dios, o incluso la probabilidad de la existencia de Dios, ya que el concepto es en sí no verificable y, por tanto, carente de sentido. Ayer escribió que está descartado el ateísmo y el agnosticismo, así como teísmo, porque las tres posiciones que asumen la frase "Dios existe" le atribuyen algún significado. Dado el sinsentido de las reclamaciones teístas, Ayer opinó que "no había motivo lógico para el antagonismo entre la religión y la ciencia natural", el teísmo por sí solo no implica ninguna propuesta que el método científico pueda falsar.
Al igual que Ayer, Theodore Drange considera que el ateísmo y el agnosticismo son posiciones que aceptan la frase "Dios existe" como una propuesta con significación; los ateos juzgan que sea "falsa o probablemente falsa" y los agnósticos consideran que tal propuesta se encuentra inconclusa hasta que más pruebas se cumplan.
Según las definiciones de Theodore Drange los ignósticos no son ni ateos ni agnósticos. Una simplificación máxima en la materia establece que un ateo diría, "No creo que Dios exista", un agnóstico diría, "No sé si Dios existe o no", y un ignóstico diría "No sé qué se quiere decir cuando se dice Dios existe".
El ignosticismo no debe confundirse con apateísmo, que aunque ambas posturas asumen nula importancia al papel de Dios o deidades en el mundo experimentable o sensible, el apateísmo puede asumir su existencia dándole solo nula importancia mientras que el ignosticismo no le ve sentido a los argumentos en favor o en contra de su existencia sobre la base de que tales conceptos están mal definidos o son infalsables. Es decir, en el apateísmo se puede asumir su existencia o no existencia, mientras que en el ignosticismo primero se debe refinar o cambiar totalmente el concepto de Dios o deidades antes de asumir alguna postura sobre la probabilidad de sus existencias.

## Dependencia según la visión particular sobre la palabra “Dios”
Drange hace hincapié en que cualquier posición sobre el tema "¿Existe Dios?" se hace con respecto a una forma particular de lo que uno pretende estudiar y representar como "Dios".

Dado que la palabra "Dios" tiene muchos significados diferentes, es posible que la frase "Dios existe" exprese diferentes proposiciones.  Lo que tenemos que hacer es centrarnos en cada propuesta por separado.  Por cada uno de los sentidos de la palabra "Dios", habrá teístas, ateos y agnósticos en relación con su concepto.

El significado de Dios es muy diferente para diferentes personas; cuando se habla de la palabra, un ignóstico puede tratar de determinar si algo como la definición de Dios de un niño se entiende o si el concepto de un teólogo tiene lugar.
Un niño en general tiene un concepto simple y coherente de significado, sobre la base de una concepción antropomórfica de Dios: un gran hombre poderoso en el cielo responsable de ciertos asuntos. Esta concepción antropomórfica fue rechazada por Spinoza, así como de Ludwig Feuerbach en "La esencia del cristianismo" (1841).
El concepto en un teólogo es más complejo y abstracto, a menudo refiere a conceptos tales como primera causa, sustentador, impasible, y reclama atributos tales como omnipotente, omnisciente y omnibenevolente. Para el ignóstico, de estas abstracciones, tomadas por separado o en combinación, no se puede decir si son falsables, solo que son confusas, auto-contradictorias, lingüísticamente vacías, o tal vez poéticas. Por lo tanto, no se puede exponer un punto de vista de manera significativa sobre la existencia o inexistencia de Dios.[cita requerida]
El ignóstico coherente, por lo tanto, espera una definición coherente de la palabra Dios (o de cualquier otra expresión metafísica que se someta a discusión) antes de exponer y participar en argumentos a favor o en contra de la existencia de Dios.